# Blaesoxipha juryi
Blaesoxipha juryi är en tvåvingeart som beskrevs av Yu. G. Verves 1980. Blaesoxipha juryi ingår i släktet Blaesoxipha och familjen köttflugor. Inga underarter finns listade i Catalogue of Life.